# Kleine rotslijster
De kleine rotslijster (Monticola rufocinereus) is een zangvogel uit de familie Muscicapidae (Vliegenvangers).

## Verspreiding en leefgebied
Deze soort telt 2 ondersoorten:
- Monticola rufocinereus rufocinereus: van Eritrea, Ethiopië en noordelijk Somalië tot Kenia en noordoostelijk Tanzania.
- Monticola rufocinereus sclateri: westelijk Saoedi-Arabië.